# 南巴里奥 (巴拿马)
南巴里奥是巴拿马科隆省科隆区的一个城市，2010年是人口为14,076。 该市2000年时人口为24,269，1990年时人口为17,787。